# Jam (singolo)
Jam è un brano musicale di Michael Jackson, pubblicato il 13 luglio 1992 come quarto singolo estratto dall'album Dangerous.
Fu nominata ai Grammy Awards del 1993 per le categorie Best R&B Vocal Performance e Best R&B Song. Il video della canzone è stato girato in collaborazione con Michael Jordan, giocatore dell'NBA. Quest'ultimo la cantava con i Chicago Bulls, la sua ex squadra, al campionato del 1992 nel video "Untouchabulls".

## Descrizione
Il testo fu scritto da Michael Jackson e la musica da Jackson, René Moore, Bruce Swedien e Teddy Riley. Il rap nella canzone fu eseguito da Heavy D.
Il singolo è stato ripubblicato nel 2006 all'interno del box set Visionary: The Video Singles. Nel 2009 la canzone è stata inserita nella raccolta The Music That Inspired The Movie: Michael Jackson's This Is It. Una versione remixata è stata pubblicata nel 2011 nell'album della colonna sonora del Michael Jackson: The Immortal World Tour del Cirque du Soleil intitolato Immortal.

## Promozione

### Esibizioni dal vivo
La canzone fu eseguita da Jackson in apertura a tutti i concerti del Dangerous World Tour nel 1992-'93, all'halftime del Super Bowl XXVII nel 1993, al Royal Concert per i 50 anni del sultano del Brunei nel 1996 e nelle prove per il residency show This Is It nel 2009, che alla fine non ebbe luogo a causa dell'improvvisa morte di Michael Jackson.

## Il videoclip
Il video di Jam, della durata di 8 minuti, ha come tema la pallacanestro. Nel video il ballerino insegna al cestista Michael Jordan come ballare e in cambio Jordan insegna a Jackson come giocare a pallacanestro. Degli effetti speciali fanno vedere Michael Jackson che tira una palla dall'esterno di un edificio facendola entrare nel canestro. Il finale del video include alcune scene senza musica in cui Jackson insegna a Jordan a ballare e il Moonwalk. Heavy D appare nel video per interpretare la sua parte rap mentre i Kris Kross e Wade Robson fanno un cameo.
Il videoclip venne pubblicato per la prima volta in VHS (in seguito anche in DVD) nella raccolta Dangerous - The Short Films del 1993 accompagnato da un making of. Nel 2006 venne ripubblicato in DualDisc nel cofanetto Visionary: The Video Singles. Nel 2010 venne invece ripubblicato in versione rimasterizzata nel cofanetto Michael Jackson's Vision.

## Tracce

### Edizione originale (1992)
Vinile 7"
1. Jam (7" Edit) – 4:05 (Moore/Swedien/Jackson/Riley)
2. Beat It (Moby's Sub Mix) – 6:12 (Michael Jackson)

CD maxi Europa e Regno Unito
1. Jam (7" Edit) – 4:05
2. Jam (Roger's Jeep Mix) – 5:54
3. Jam (Atlanta Techno Mix)
4. Wanna Be Startin' Somethin' (Brothers in Rhythm House Mix) – 7:40 (Michael Jackson)

CD maxi Stati Uniti
1. Jam (Roger's Jeep Radio Mix) – 3:57
2. Jam (Silky 7") – 4:17
3. Jam (Roger's Club Mix) – 6:20
4. Jam (Atlanta Techno Mix) – 6:06
5. Rock with You (Masters at Work Remix) – 5:29 (Rod Temperton)

### The Visionary Single(2006)
1. Jam (7" Edit) – 4:10
2. Jam (Silky 12" Mix) – 6:26
3. Jam (Videoclip) – 8:01

### Versioni ufficiali
1. Jam (Album Version) – 5:39
2. Jam (7" Edit) – 4:05
3. Jam (Silky 7") – 4:17
4. Jam (Silky 12" Mix) – 6:26
5. Jam (Roger's Jeep Mix) – 5:54
6. Jam (Roger's Jeep Radio Mix) – 3:57
7. Jam (Roger's Club Mix) – 6:20
8. Jam (Roger's Underground Mix) – 6:02
9. Jam (Atlanta Techno Mix) – 6:06
10. Jam (More Than Enuff Mix) – 5:56
11. Jam (E-Smoove's Jazzy Jam) – 6:44
12. Jam (Teddy's 12" Mix) – 5:42
13. Jam (Videoclip) – 8:01

## Classifiche

### Classifiche settimanali
| Classifica (1992)              | Posizione massima |
| ------------------------------ | ----------------- |
| Australia                      | 11                |
| Austria                        | 28                |
| Belgio (Fiandre)               | 10                |
| Canada                         | 29                |
| Europa                         | 21                |
| Finlandia                      | 18                |
| Francia                        | 8                 |
| Germania                       | 18                |
| Grecia                         | 8                 |
| Irlanda                        | 5                 |
| Italia                         | 7                 |
| Nuova Zelanda                  | 2                 |
| Paesi Bassi                    | 12                |
| Portogallo                     | 6                 |
| Regno Unito                    | 13                |
| Stati Uniti                    | 26                |
| Stati Uniti (dance club)       | 4                 |
| Stati Uniti (dance/electronic) | 1                 |
| Stati Uniti (R&B)              | 3                 |
| Svezia                         | 30                |
| Svizzera                       | 22                |
| Classifica (2006)              | Posizione massima |
| Francia                        | 55                |
| Irlanda                        | 22                |
| Paesi Bassi                    | 42                |
| Regno Unito                    | 22                |
| Spagna                         | 1                 |

### Classifiche di fine anno
| Classifica (1992) | Posizione |
| ----------------- | --------- |
| Italia            | 54        |